# Urodexia uramyoides
Urodexia uramyoides là một loài ruồi trong họ Tachinidae.